# UNetbootin
UNetbootin (Universal Netboot Installer) és una utilitat multiplataforma que pot crear sistemes USB en viu i pot carregar diverses utilitats del sistema o instal·lar varies distribucions de Linux i altres sistemes operatius sense CD.

## Modes

### Instal·lació USB
Aquest mode d'instal·lació crea unitats flash USB d' arrencada i discs durs USB d'arrencada; és un creador Live USB.
- Multiplataforma (disponible per a Windows, Linux i Mac OS X)[1]
- Instal·lació no destructiva (no dona format al dispositiu) mitjançant Syslinux .
- Admet les distribucions principals de Linux, com ara Ubuntu, Fedora, openSUSE, CentOS, Gentoo, Linux Mint, Arch Linux, Mandriva, MEPIS, Slackware, així com FreeDOS, FreeBSD i NetBSD.[1]
- Pot carregar diverses utilitats del sistema, com ara Ophcrack, BackTrack.[1]
- Es poden carregar altres sistemes operatius mitjançant imatge ISO descarregada prèviament o fitxers d’ imatges del disc dur o disquet.[1]
- Detecta automàticament tots els dispositius extraïbles.[1]
- Admet la persistència de LiveUSB (conservant fitxers durant els reinicis; aquesta característica és només per a Ubuntu)

No s'admeten més d'una instal·lació al mateix dispositiu.

### Instal·lació del disc dur
Aquest mode d'instal·lació realitza una instal·lació de xarxa o "instal·lació frugal" sense CD, similar a la realitzada pel Win32-Loader.
Les característiques distintives d’UNetbootin són el seu suport per a una gran varietat de distribucions de Linux, la seva portabilitat, la seva capacitat per carregar fitxers d’imatges de disc personalitzades (inclosa la imatge ISO) i el seu suport tant per a Windows com per a Linux. A diferència de Wubi, i similar al Win32-Loader, quan s’instal·la al disc dur, UNetbootin s’instal·la en una partició, no en una imatge de disc, creant així una configuració d’arrencada dual entre Linux i Windows.

## Recepció
Una revisió a la revista Full Circle al febrer de 2021 afirmava que "malgrat la interfície amb un aspecte bastant primitiu, UNetbootin funciona a la perfecció, permetent escriure gairebé qualsevol distribució Linux o BSD a una memòria USB per provar-la o instal·lar-la. És un gran exemple de la filosofia Unix: una aplicació que fa una cosa i ho fa bé ".